# Fejø
Fejø är en dansk ö belägen mellan Lolland och Själland. Ön är 16 km² och har 460 invånare (2020).  Öns högsta punkt är Bibjerg med sina 13 meter över havet. Från Fejø finns det förbindelse till Skalø via en vägbank.
Huvudnäringar är jordbruk, sjöfart och fiskebinäringar. Det tar cirka 15 minuter att åka till Fejø med båt från Kragenes.